# Patara Jorenia
Patara Jorenia (en georgiano: პატარა ხორენია; en armenio: Փոքր Խորենիա) es una aldea de Georgia ubicada en el sur de la región de Mesjetia-Yavajetia, siendo parte del municipio de Ninotsminda.  

## Geografía
Patara Jorenia está situado en la meseta de Yavajetia, a orillas del río Paravani. La aldea se administra desde el pueblo de Yigrasheni. 

## Historia
Con este nombre se conocen dos pueblos: Patara Jorenia y Didi Jorenia. Administrativamente, Didi Jorenia es parte del municipio de Ajalkalaki. La forma original del nombre es Jorania (en georgiano: ხორანია), no Jorenia, aunque esta última forma apareció en el siglo XIX y se estableció.  

## Demografía
Según los datos del censo de 2014, los armenios son el 100 % de la población local.